# Volume moléculaire
Volume atomique, volume ionique
 (août 2025).
Si vous disposez d'ouvrages ou d'articles de référence ou si vous connaissez des sites web de qualité traitant du thème abordé ici, merci de compléter l'article en donnant les références utiles à sa vérifiabilité et en les liant à la section « Notes et références ».
En physique et en chimie, le volume moléculaire est le volume occupé par une molécule dans une substance donnée. Quand la substance est monoatomique on l'appelle plutôt volume atomique (ou volume ionique si l'atome est ionisé). Il peut s'agir : 
- du volume moyen qu'une molécule occupe à l'exclusion des autres. Le volume moléculaire est alors défini comme  le rapport du volume total au nombre de molécules. Il s'exprime en m3 ou, plus souvent en pratique, en μm3 ou nm3. En multipliant ce volume moléculaire par le nombre d'Avogadro on obtient le volume molaire, exprimé en m3/mol ;
- du volume de la molécule elle-même, délimité par ses couches électroniques les plus externes. Il s'exprime en m3 ou, plus souvent en pratique, en nm3. On le connaît rarement sur la base de considérations géométriques exactes, on le déduit plutôt d'autres grandeurs comme le rayon atomique ou le rayon ionique[1],[2], ou bien à partir de relations semi-empiriques (rayon de van der Waals, équations d'Einstein et d'Eyring de la diffusion chimique, théorie classique de la nucléation, etc.).

Les deux définitions ci-dessus du volume moléculaire prennent des valeurs voisines dans le cas des substances condensées (solides et liquides) mais ont des ordres de grandeur très différents dans le cas des gaz.